# Trophée du premier scénario
Les Trophées du premier scénario (sous-titrés Promesses de nouveaux talents) sont des prix créés en 2002 par le Centre national de la cinématographie (CNC) dans le but de promouvoir les nouveaux auteurs et d'aider à les faire connaître des professionnels. 
Ce prix s'adresse aux auteurs/scénaristes souhaitant présenter un projet de long métrage de fiction, d'animation, ou de documentaire de création. Chaque année, plus de 300 scénarios sont présentés. 
À l'issue de la présélection, une trentaine de scénarios sont soumis à un jury de professionnels choisis par le CNC qui désigne les lauréats. 
Douze scénarios distingués par les « Trophées du Premier Scénario, promesses de nouveaux talents » ont déjà été réalisés, dont Affaire de Famille de Claus Drexel (scénario de Claude Scasso),  Nos retrouvailles de David Oelhoffen, L'Aube du monde d'Abbas Fahdel, L'Enfant endormi de Yasmine Kassari, Les Petites Vacances d’Olivier Peyon, Les Murs porteurs de Cyril Gelblat, Le Cou de la girafe de Safy Nebbou, Les Jeux des nuages et de la pluie de Benjamin de Lajarte.
Les Trophées ne seront pas reconduits en 2008. À la suite d'une concertation menée avec les professionnels dans le cadre d’un séminaire sur les aides en amont (fémis janvier 2007- voir site du CNC rubrique actualités pour le compte-rendu du séminaire), une réforme de ces aides sera étudiée.